# Davide Baiardo
Davide Baiardo (ur. 11 maja 1887 w Voltri, zm. 28 listopada 1977 tamże) – włoski pływak z początków XX wieku, uczestnik igrzysk olimpijskich.
Dwukrotnie wystartował na igrzyskach olimpijskich. Po raz pierwszy na IV Letnich Igrzyskach Olimpijskich w Londynie wystartował w wyścigu pływacki na 100 metrów, gdzie wystartował w pierwszym wyścigu eliminacyjnym, który zakończył z nieznanym czasem i odpadł z dalszej rywalizacji. Na dystansie 400 metrów stylem dowolnym wyścigu eliminacyjnego nie ukończył. Cztery lata później wystartował na V Letnich Igrzyskach Olimpijskich w Sztokholmie na tych samych dystansach. Zarówno na dystansie 100 metrów, jak i 400 metrów odpadł w eliminacjach.
Baiardo reprezentował barwy klubu Società Sportiva Nicola Mameli 1904.